# 2023シアトル映画批評家協会賞
2023シアトル映画批評家協会賞（2023 Seattle Film Critics Society Awards）は、2023年の映画を対象とした映画賞。2024年1月8日に受賞者が発表された。
2023年12月19日に作品賞候補の10作品とパシフィック・ノースウェスト映画製作功労賞の候補者が発表され、選考はシアトル映画批評家協会の会員37人の投票によって決定される。2024年1月3日には各部門賞のノミネート作品が発表され、『キラーズ・オブ・ザ・フラワームーン』『哀れなるものたち』が最多11部門にノミネートされ、『オッペンハイマー』の9部門が続いた。最多受賞作品は『ゴジラ-1.0』『ホールドオーバーズ 置いてけぼりのホリディ』の3部門となっている。
また、今回からジョン・ハートル・パシフィック・ノースウェスト・スポットライト賞が創設された。この賞は製作された特定の映画における演技を対象とせず、太平洋岸北西部で製作された複数の映画における功績を称えることを目的としており、名称は『シアトル・タイムズ』で映画評論家として活動していたジョン・ハートルにちなんでいる。

## 受賞結果
| 作品賞 | 監督賞 |
| --- | --- |
| - 『パスト ライブス/再会』 - 『AIR/エア』 - 『アメリカン・フィクション』 - 『バービー』 - 『ホールドオーバーズ 置いてけぼりのホリディ』 - 『キラーズ・オブ・ザ・フラワームーン』 - 『メイ・ディセンバー ゆれる真実』 - 『オッペンハイマー』 - 『哀れなるものたち』 - 『スパイダーマン:アクロス・ザ・スパイダーバース』 - 『関心領域』                                             | - マーティン・スコセッシ - 『キラーズ・オブ・ザ・フラワームーン』 - グレタ・ガーウィグ - 『バービー』 - ヨルゴス・ランティモス - 『哀れなるものたち』 - クリストファー・ノーラン - 『オッペンハイマー』 - セリーヌ・ソン - 『パスト ライブス/再会』 |
| 主演男優賞 | 主演女優賞 |
| - ジェフリー・ライト - 『アメリカン・フィクション』：セロニアス・“モンク”・エリソン - ポール・ジアマッティ - 『ホールドオーバーズ 置いてけぼりのホリディ』：ポール - キリアン・マーフィー - 『オッペンハイマー』：ロバート・オッペンハイマー - アンドリュー・スコット - 『異人たち』：アダム - 役所広司 - 『PERFECT DAYS』：平山                                                  | - リリー・グラッドストーン - 『キラーズ・オブ・ザ・フラワームーン』：モーリー・バークハート - ザンドラ・ヒュラー - 『落下の解剖学』：サンドラ - グレタ・リー - 『パスト ライブス/再会』：ノラ・ムーン - マーゴット・ロビー - 『バービー』：バービー - エマ・ストーン - 『哀れなるものたち』：ベラ・バクスター |
| 助演男優賞 | 助演女優賞 |
| - チャールズ・メルトン - 『メイ・ディセンバー ゆれる真実』：ジョー・ヨー - スターリング・K・ブラウン - 『アメリカン・フィクション』：クリフォード・“クリフ”・エリソン - ロバート・デ・ニーロ - 『キラーズ・オブ・ザ・フラワームーン』：ウィリアム・キング・ヘイル - ライアン・ゴズリング - 『バービー』：ケン - マーク・ラファロ - 『哀れなるものたち』：ダンカン・ウェダーバーン | - ダヴァイン・ジョイ・ランドルフ - 『ホールドオーバーズ 置いてけぼりのホリディ』：メアリー - ダニエル・ブルックス - 『カラーパープル』：ソフィア - ペネロペ・クルス - 『フェラーリ』：ラウラ・フェラーリ - ザンドラ・ヒュラー - 『関心領域』：ヘートヴィク・ヘス - レイチェル・マクアダムス - 『Are You There God? It's Me, Margaret.』：バーバラ・サイモン |
| キャスト・アンサンブル賞 | アクション振付賞 |
| - 『ホールドオーバーズ 置いてけぼりのホリディ』 - 『アステロイド・シティ』 - 『バービー』 - 『キラーズ・オブ・ザ・フラワームーン』 - 『オッペンハイマー』 | - 『ジョン・ウィック:コンセクエンス』 - 『ゴジラ-1.0』 - 『アイアンクロー』 - 『ミッション:インポッシブル/デッドレコニング PART ONE』 - 『SISU/シス 不死身の男』 |
| 脚本賞 | アニメ映画賞 |
| - デヴィッド・ヘミングソン - 『ホールドオーバーズ 置いてけぼりのホリディ』 - コード・ジェファーソン - 『アメリカン・フィクション』 - サミー・バーチ - 『メイ・ディセンバー ゆれる真実』 - セリーヌ・ソン - 『パスト ライブス/再会』 - トニー・マクナマラ - 『哀れなるものたち』                                                                                                   | - 『スパイダーマン:アクロス・ザ・スパイダーバース』 - 『君たちはどう生きるか』 - 『ニモーナ』 - 『すずめの戸締まり』 - 『ミュータント・タートルズ:ミュータント・パニック!』 |
| ドキュメンタリー映画賞 | 国際映画賞 |
| - 『実録 マリウポリの20日間』 - 『ビヨンド・ユートピア 脱北』 - 『Even Hell Has Its Heroes』 - 『Menus-Plaisirs – Les Troisgros』 - 『STILL:マイケル・J・フォックス ストーリー』 | - 『ゴジラ-1.0』 - 『落下の解剖学』 - 『君たちはどう生きるか』 - 『怪物』 - 『関心領域』 |
| 撮影賞 | 衣装デザイン賞 |
| - ロビー・ライアン - 『哀れなるものたち』 - グリーグ・フレイザー、オレン・ソファー - 『ザ・クリエイター/創造者』 - ロドリゴ・プリエト - 『キラーズ・オブ・ザ・フラワームーン』 - ホイテ・ヴァン・ホイテマ - 『オッペンハイマー』 - ウカシュ・ジャル - 『関心領域』 | - ジャクリーヌ・デュラン - 『バービー』 - ジャクリーン・ウェスト - 『キラーズ・オブ・ザ・フラワームーン』 - デヴィッド・クロスマン、ジャンティ・イェーツ - 『ナポレオン』 - ホーリー・ワディントン - 『哀れなるものたち』 - ステイシー・バタット - 『プリシラ』 |
| 編集賞 | 作曲賞 |
| - ジェニファー・レイム - 『オッペンハイマー』 - セルマ・スクーンメイカー - 『キラーズ・オブ・ザ・フラワームーン』 - キース・フラース - 『パスト ライブス/再会』 - ヨルゴス・モヴロプサリディス - 『哀れなるものたち』 - マイケル・アンドリュース - 『スパイダーマン:アクロス・ザ・スパイダーバース』                                                                              | - ルドウィグ・ゴランソン - 『オッペンハイマー』 - ロビー・ロバートソン - 『キラーズ・オブ・ザ・フラワームーン』 - ジャースキン・フェンドリックス - 『哀れなるものたち』 - ダニエル・ペンバートン - 『スパイダーマン:アクロス・ザ・スパイダーバース』 - ミカ・レヴィ - 『関心領域』 |
| 美術賞 | 視覚効果賞 |
| - サラ・グリーンウッド、ケイティー・スペンサー - 『バービー』 - ジャック・フィスク - 『キラーズ・オブ・ザ・フラワームーン』 - ルース・デ・ヨング、チャーリー・カウフマン - 『オッペンハイマー』 - ジェームズ・プライス、ショーナ・ヒース - 『哀れなるものたち』 - ネイサン・クロウリー、リー・サンデルズ - 『ウォンカとチョコレート工場のはじまり』                               | - 山崎貴、渋谷紀世子 - 『ゴジラ-1.0』 - ジェイ・クーパー、イアン・コムリー、アンドリュー・ロバーツ、ニール・コーボールド - 『ザ・クリエイター/創造者』 - ステファン・セレッティ、アレクシス・ワスブロット、ガイ・ウィリアムズ、ダン・サディック - 『ガーディアンズ・オブ・ギャラクシー:VOLUME 3』 - アンドリュー・ジャクソン、ジャコモ・ミネオ、スコット・R・フィッシャー、デイヴ・ドゥシヴィエツキ - 『オッペンハイマー』 - サイモン・ヒューズ - 『哀れなるものたち』 |
| 若手俳優賞 | 悪役賞 |
| - ミロ・マシャド・グラネール - 『落下の解剖学』：ダニエル - エイミー・ドナルド - 『M3GAN ミーガン』：M3GAN - アビー・ライダー・フォートソン - 『Are You There God? It's Me, Margaret.』：マーガレット・サイモン - アリアナ・グリーンブラット - 『バービー』：サーシャ - 黒川想矢 - 『怪物』：麦野湊                                                                               | - ゴジラ - 『ゴジラ-1.0』 - ガビ・バウアー（ミア・ゴス） - 『Infinity Pool』 - ケンが体現する家父長制 - 『バービー』 - M3GAN（エイミー・ドナルド） - 『M3GAN ミーガン』 - ウィリアム・キング・ヘイル（ロバート・デ・ニーロ） - 『キラーズ・オブ・ザ・フラワームーン』 |
| パシフィック・ノースウェスト映画製作功労賞 | ジョン・ハートル・パシフィック・ノースウェスト・スポットライト賞 |
| - ケリー・ライカート - 『Showing Up』 - ビル・ポーラッド - 『Dreamin' Wild』 - クライド・ピーターソン - 『Even Hell has its Heroes』 - デヴィッド・ノーマン・ルイス、ノア・ゾルタン・ソフィアン - 『Fantasy A Gets a Mattress』 - イレーネ・ルシュティヒ - 『Richland』 | - リリー・グラッドストーン |